# Panowie i damy
Panowie i damy (ang. Lords and Ladies) – humorystyczna powieść fantasy Terry’ego Pratchetta, wydana w 1992 r. (tłumaczenie wydania polskiego: Piotr W. Cholewa). Jest to czternasta część długiego cyklu Świat Dysku.
Kolejna po Wyprawie Czarownic powieść o trzech wiedźmach z małego, zagubionego w Ramtopach królestwa Lancre.
Magrat Garlick szykuje się do ślubu z nowo intronizowanym królem Lancre, Verence’em. Z tego powodu do Lancre przybywa mnóstwo dostojnych gości – w tym reprezentacja Niewidocznego Uniwersytetu (Mustrum Ridcully, Bibliotekarz, Kwestor, Myślak Stibbons i zabrany po drodze hrabia Casanunda – Drugi Największy Kochanek Świata). Tymczasem zbliża się Noc Letnia, gdy granice między światami stają się cieńsze, przez co te pierwsze nawzajem się przenikają.
Wskutek szeregu niefortunnych zdarzeń (związanych m.in. z grupą niemądrych dziewcząt, które chcą zostać czarownicami oraz z Lancrańskim Zespołem Tańca Morris) do Lancre przedostają się Elfy, istoty piękne, ale wyniosłe, lubujące się w wymyślnym i okrutnym zabijaniu ludzi, porywaniu dzieci i niszczeniu rozmaitych rzeczy.
W rezultacie Magrat, babcia Weatherwax i niania Ogg mają na głowie ratowanie Lancre i mnóstwo związanych z tym nieprzyjemności.